# Isles of Atlantis
Isles of Atlantis is een nummer van de Volendamse band BZN uit 1999.
Het lied werd uitgebracht als tweede single van het album The best days of my life, maar was nauwelijks succesvol. De single kwam niet voor in de Nederlandse Top 40 en haalde ook de tipparade niet. In de Single Top 100 stond Isles of Atlantis vijf weken genoteerd en werd de 68ste plaats behaald.